# Moses Nagamootoo
Moses Veerasammy Nagamootoo (n. Whim, Berbice, Guyana, 30 de noviembre de 1947) es un político, abogado, periodista, profesor y escritor guyanés. Desde el 20 de mayo de 2015 hasta el 2 de agosto de 2020 fue primer ministro y vicepresidente primero del país, con la coalición política, una asociación para la unidad nacional.

## Biografía
Nacido en 1947 en la población de Whim, perteneciente a la antigua región Berbice de Guyana. 
Moses pertenece a la etnia tamil. Durante su juventud cursó sus estudios primarios y secundarios y posteriormente los universitarios, lo que lo llevó a trabajar como profesor y periodista, años más tarde se licenció en derecho y ejerció también como abogado.
En 1964, se unió al Partido Progresista del Pueblo (PPP) y en 1992 decidió dedicarse profesionalmente a la política tras haber sido elegido como miembro parlamentario de la Asamblea Nacional de Guyana, llegando a ocupar durante esa época el cargo de ministro de Información y ministro de Gobierno Local hasta que dimitió en el 2000. En estos años fue un importante miembro de los gabinetes de los presidentes Cheddi Jagan, Sam Hinds, Janet Jagan y Bharrat Jagdeo.
Durante el 29.ª Congreso del partido (PPP) celebrado el 2 de agosto de 2008, obtuvo por parte del Comité Central numerosos votos llegándose a colocar como número 5 en el partido e incluso se rumoreaba que posiblemente iba a ser el candidato a la presidencia del país para las elecciones de 2011, pero finalmente no fue así debido a que por motivos de buscar más ideas y diálogos sobre el futuro político y económico de Guyana, el 24 de octubre de 2011 renunció al partido y a su escaño en la Asamblea Nacional y se unió a la Alianza por el Cambio (AFC), volviendo a ser reelegido tras las elecciones presidenciales de ese mismo mes, como miembro de la Asamblea.
Tras la victoria de su partido en las Elecciones Presidenciales de mayo de 2015, formaron la coalición política A Partnership for National Unity (una asociación para la unidad nacional) y en sucesión de Sam Hinds el día 20 de mayo de este mismo año fue nombrado como nuevo Primer ministro de Guyana y Vicepresidente primero, en el gobierno presidido por David Granger. Ejerció como tal hasta el 2 de agosto de 2020, tras la llegada al poder de Irfaan Ali.

### Escritor
Moses Nagamootoo, es desde gran parte de su vida un amante de la literatura, editando en el año 2001 de su primera novela titulada Hendree Cure (ISBN 1900715457), que trata del mundo de los pescadores de la etnia Madrassi que habitaban en su población natal durante los años 1950 y 1960.